# Neolosbanus apoanus
Neolosbanus apoanus är en stekelart som beskrevs av John M. Heraty 1994. Neolosbanus apoanus ingår i släktet Neolosbanus och familjen Eucharitidae.
Artens utbredningsområde är Filippinerna. Inga underarter finns listade i Catalogue of Life.